# العصر القبطي

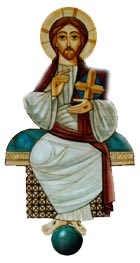
يسوع المسيح في أيقونة قبطية

العصر القبطي تسمية غير رسمية لمصر الرومانية المتأخرة (من القرن الثالث الميلادي إلى الرابع) ومصر البيزنطية (من القرن الرابع الميلادي إلى السابع). تم تحديد هذا العصر من خلال التحولات الدينية في الثقافة المصرية إلى المسيحية القبطية من الديانة المصرية القديمة، حتى الفتح الإسلامي لمصر في القرن السابع الميلادي.
بدأ هذا العصر في حوالي القرن الثالث، واعتمادًا على المصادر والاستخدام، استمرت حتى حوالي التدهور الملحوظ للمسيحية في مصر في القرن التاسع، أو حتى وصول الإسلام في القرن السابع.
على الرغم من استخدام مصطلح «العصر القبطي» في الخطاب الشعبي، إلا أنه يتم تجنب استخدامه في الأوساط الأكاديمية بشكل عام بسبب طبيعته غير الدقيقة، في حين يمكن تعريف «العصور القديمة المتأخرة» أو «مصر البيزنطية» على أسس كرونولوجية.

## العلاقة مع مصر الفرعونية
سعى الكتاب المسيحيون الأقباط خلال هذا العصر إلى تشويه سمعة بعض الممارسات الوثنية المتصورة على أنها شريرة أو شيطانية، وعملوا على إعادة صياغة تلك التي في وسعهم في ضوء مسيحي أكثر إيجابية. مثال على ذلك هو استمرار استخدام طقوس التحنيط في سياقات رهبانية معينة. على سبيل المثال، استمر هذا في مجمع دير البشت في طيبة. بينما لا تشبه تمامًا طقوس التحنيط الوثنية، أظهرت التقنيات تشابهًا مع تلك التي كانت موجودة في الفترات السابقة، دون معظم البذخ في العصور الفرعونية.
من المهم الإشارة مع ذلك إلى أنه تم التسامح مع الممارسات المذكورة فقط إلى حد معين. على سبيل المثال، عندما بدأ الفلاحون في الاحتفاظ بمومياوات الأقباط الشهداء في منازلهم، قام أثناسيوس السكندري بتوبيخهم لأنهم لم يتصرفوا كما ينبغي للمسيحيين الصالحين.
يمكن رؤية جانب آخر من الروابط الثقافية للفترات السابقة في التاريخ المصري من خلال الفن القبطي.يتميز العصر القبطي القبطية بانصهار الطرز الفرعونية واليونانية الرومانية القديمة مع الأساليب المسيحية المعاصرة. يعكس هذا الأسلوب الفني بوضوح الطبيعة المتعددة الثقافات لمصر في ذلك الوقت. يمكن أيضًا رؤية هذه الظاهرة، وهي مزيج من الممارسات القديمة والجديدة، في الموسيقى القبطية التي تستخدم نفس الألحان كما فعلت الموسيقى المصرية السابقة ولكن مع الكلمات التي تم تغييرها ليكون لها معنى مسيحي.
مثل هذا التحول الثقافي، تم استخدامه على الأرجح كوسيلة لاكتساب المتحولين الجدد وجعل العقيدة المسيحية أكثر قبولا للمصريين.

## العلاقات مع الكنيسة الخلقيدونية المسيحية
عانت الكنيسة القبطية في مصر، المعروفة بكنيسة الإسكندرية خلال هذا العصر، من الاضطهاد والقمع من قبل كل من السلطة الزمنية لأباطرة عيد الفصح وكذلك الكنيسة الخلقيدونية، التي أصبحت الكنيسة المسيحية السائدة في الإمبراطورية بعد ذلك. مجمع خلقيدونية عام 451 م. حدثت أسوأ هذه الاضطهادات في أوائل القرن السادس الميلادي في عهد الإمبراطور فوقاس، مما دفع العديد من الأقباط إلى الوقوف إلى جانب الفرس، الذين كانت الإمبراطورية الرومانية الشرقية في حالة حرب معهم في ذلك الوقت.
على الرغم من هذه الصعوبات، لم تنجو الكنيسة القبطية فحسب، بل ازدهرت في جميع أنحاء مصر، حتى أنها تفاخرت بالتسلسل الهرمي الكنسي والإدارة المتساوية في الحجم والتأثير للكنيسة الخلقيدونية السائدة وحافظت على روابط قوية مع المناطق المجاورة مثل سوريا.
سيتحسن الوضع بالنسبة للأقباط مع الفتح الإسلامي لمصر. أراد الحكام المسلمون أن يظهروا غير متحيزين، ولم يفضلوا كنيسة على أخرى وحاولوا التوسط في خلافاتهم الدينية. كان هذا الموقف في صالح الأقباط، حيث لم يعودوا مضطرين للخوف من اضطهاد الدولة ويمكنهم توسيع نطاق وصولهم أكثر من أي وقت مضى، حتى أن أساقفة الكنيسة القبطية عادوا إلى مدن مثل الإسكندرية حيث طردوا من قبل سلطات الرومان الشرقيين والكنيسة.
لا يزال للمسيحية القبطية أتباع كثيرون في مصر الحالية.